# Fighting in a Sack
Fighting in a Sack è un singolo del gruppo indie rock statunitense The Shins, pubblicato nel 2004 ed estratto dall'album Chutes Too Narrow.
Il brano è stato scritto dal cantante del gruppo, James Mercer.

## Tracce
1. Fighting in a Sack
2. Baby Boomerang (T. Rex cover)
3. New Slang (Live - featuring Iron & Wine)
4. So Says I (video)